# قلعه‌ای در هوا
قلعه‌ای در هوا (به مالایالم: Aakasha Gopuram) و (به انگلیسی: Castle in the Air) فیلمی محصول سال ۲۰۰۸ و به کارگردانی کی. پی کومران است. در این فیلم بازیگرانی همچون موهنلال، نیتیا منن، بهارات گوپی، مانوج کی. جایان، سرینیواسان، گیتو موهانداس و شویتا منون ایفای نقش کرده‌اند.